# Maia Campbell (Leichtathletin)
Maia Campbell (* 20. Juli 1998) ist eine Leichtathletin von den Amerikanischen Jungferninseln, die sich auf den Hochsprung spezialisiert hat und in dieser Disziplin Inhaberin des Landesrekordes ist. 

## Sportliche Laufbahn
Erste Erfahrungen bei internationalen Meisterschaften sammelte Maia Campbell, die in Converse, Texas aufwuchs und an der University of Texas at San Antonio studierte, bei den NACAC-Meisterschaften 2022 in Freeport, bei denen sie mit einer Weite von 14,24 m den sechsten Platz im Kugelstoßen belegte. Im Jahr darauf gelangte sie bei den Zentralamerika- und Karibikspielen in San Salvador mit 14,99 m auf den siebten Platz.
2023 wurde Campbell Landesmeisterin im Kugelstoßen.

## Persönliche Bestleistungen
- Kugelstoßen: 17,33 m, 16. Mai 2021 in Murfreesboro (Landesrekord)
- Diskuswurf: 47,54 m, 17. April 2021 in San Antonio (Landesrekord)
- Hammerwurf: 54,69 m, 10. April 2021 in College Station (Landesrekord)